# Anton-Bruckner-Preis
Der Anton-Bruckner-Preis ist der Große Kulturpreis des Landes Oberösterreich für Musik. Namensgeber des vom Land Oberösterreich verliehenen Preises ist der Komponist Anton Bruckner, welcher von 1855 bis 1868 in Linz Domorganist war.

## Preisträger vor 1989
(lückenhaft)
- 1962: Johann Nepomuk David
- 1964: Isidor Stögbauer
- 1966: Helmut Eder
- 1972: Josef Friedrich Doppelbauer

## Preisträger des Großen Preises seit 1989
- 1993: Augustinus Franz Kropfreiter
- 1996: Balduin Sulzer
- 2001: Alfred Peschek
- 2003: Fridolin Dallinger
- 2010: Ernst Ludwig Leitner[1]
- 2016: Gunter Waldek[2]
- 2024: Elfi Aichinger[3][4]